# 562-га гренадерська дивізія (Третій Рейх)
562-га гренадерська дивізія (Третій Рейх) (нім. 562. Grenadier-Division) — гренадерська піхотна дивізія Вермахту, що входила до складу німецьких сухопутних військ за часів Другої світової війни.

## Історія
562-га гренадерська дивізія сформована 27 липня 1944 року під час 29-ї хвилі формування вермахту на території навчального центру Штаблак (нім. Truppenübungsplatz Stablack) I військового округу шляхом перейменування гренадерської дивізії «Остпруссен 2».
Дивізія була направлена до групи армій «Центр» на Східному фронті. У серпні 1944 року дивізія діяла у східній частині Польщі і брала участь в операції «Багратіон». 9 жовтня 1944 року на основі розгромлених формувань була створена 562-га фольксгренадерська дивізія.

## Райони бойових дій
- Польща (липень — жовтень 1944).

## Командування

### Командири
- генерал-майор Гельмут Гуфенбах (27 липня — 9 жовтня 1944)

### Підпорядкованість
| Час     | Корпус | Армія | Група армій (округ)  | Штаб     |
| ------- | ------ | ----- | -------------------- | -------- |
| 1944    |        |       |                      |          |
| серпень | VI ак  | 4 А   | Група армій «Центр»  | Августів |
| жовтень | LV ак  | 4 А   | Група армій «Північ» | Нарев    |

### Склад
| 1944                                      |
| ----------------------------------------- |
| 1144-й гренадерський полк                 |
| 1145-й гренадерський полк                 |
| гренадерський полк «Остпруссен 3»         |
| 1562-й артилерійський полк                |
| 1562-га фузілерна рота                    |
| 562-га рота зв'язку                       |
| 1562-ге дивізійне управління забезпечення |